# التعيينات السياسية من قبل دونالد ترامب
في أعقاب انتخاب الرئيس ترمب، كان يتوجب على الإدارة القادمة لترمب مراجعة، وملء أو تأكيد، نحو 4000 منصب لتعيينات سياسية، كان 1.212 من هذه المناصب يتطلب موافقة مجلس الشيوخ. حددت صحيفة واشنطن بوست 757 منصبًا حساسًا يتطلب موافقة مجلس الشيوخ. حتى 8 من شهر سبتمبر من عام 2020، أُكد تعيين 531 من مرشحي ترمب لمناصب حساسة وكان 97 مرشحًا منهم ينتظرون تأكيد تعيينهم وكان قد أُعلن عن 13 منصبًا ولكن دون أن تكون تلك المناصب قد رُشحت بشكل رسمي بعد، ويبلغ مجمل عددها 639 منصبًا. تحدث ترمب أنه ينوي عدم ملء عدد من هذه المناصب. تتطلب قوانين مجلس الشيوخ أنه حين تنتهي ولاية للمجلس (في حالة مجلس النواب الأمريكي، كانت ولايته تنتهي مساء 3 يناير 2019)، ينقضي عندها وقت التعيينات التي ما تزال معلقة وتعاد إلى الرئيس الذي يمتلك صلاحية إعادة طرحها مجددًا أمام الكونغرس الجديد.
يحتاج جميع أعضاء مجلس وزراء الولايات المتحدة الامريكية إلى موافقة مجلس الشيوخ بعد ترشيحها من قبل الرئيس قبل تولي المنصب. هناك استثناء لمنصب نائب الرئيس من ناحية أن هذا المنصب يتطلب انتخابًا للمنصب وفقًا للدستور الأمريكي. على الرغم من أن بعض المناصب تصنف ضمن مستوى مجلس الوزراء، لا يشغل الأعضاء الذين لا يصنفون ضمن مستوى مجلس الوزراء والعاملين ضمن المكتب التنفيذي لرئيس الولايات المتحدة، كمسؤول موظفي البيت الأبيض ومستشار الأمن القومي الأمريكي والناطق باسم البيت الأبيض، مناصب أقيمت وفقًا للدستور ولا يتطلب معظمها موافقة مجلس الشيوخ لكي يعينوا. لا يتطلب الأشخاص المعينون بالنيابة موافقة مجلس الشيوخ قبل أن يبدؤوا بأداء مهامهم في مناصبهم، حتى لو كان التعيين الدائم في ذلك المنصب يتطلب موافقة. تتطلب التعيينات في المناصب القضائية في المحاكم الفيدرالية وتعيينات السفراء ترشيحًا من قبل الرئيس وموافقة من قبل مجلس الشيوخ. ولا تُقبل تعيينات بالنيابة لهذه المناصب.

## التحليل
أطلقت بعض المنظمات الإخبارية، مثل بوليتيكو ونيوزويك، على مجلس وزراء دونالد ترمب غير الكامل اسم «فريق النجوم المحافظ» أو «مجلس الوزراء الأكثر محافظة [في تاريخ الولايات المتحدة الامريكية]». من جهة أخرى، ذكرت صحيفة وول ستريت جورنال أنه «من شبه المستحيل تحديد منعطف أيديولوجي واضح في الترشيحات المقبلة لمجلس الوزراء من قبل الرئيس». ذكرت وول ستريت جورنال أيضًا أن ترشيحات ترمب أشارت إلى سياسة رفع قيود من قبل الإدارة الأمريكية.
من بين تعيينات دونالد ترمب كان هناك تعيينات للعديد من الموظفين السابقين في غولدمان ساكس، مثل ستيفن منوشين وستيفن بانون وجاري كوهن والعديد من الجنرالات أيضًا، مثل ميشيل تي فلين وجيمس ماتيس وجون إف كيلي. أثارت هذه التعيينات بعض الانتقادات، من ضمنها اتهامات بانتهاكات لمبدأ السيطرة المدنية على الجيش واتهامات باستئثار تنظيمي. انتقد عضو مجلس الشيوخ الديمقراطي عن ولاية ميسوري، كلير مكاسكيل، مجلس وزراء دونالد ترمب قائلًا: «أسمي هذه المجلس مجلس الثلاثي ج: جولدمان وجنرالات وجازيليونيرات».
في 18 من شهر يناير من عام 2017، قبل يومين من تنصيب ترمب في منصب الرئاسة، تحدثت تقارير عن أن ترمب لم يكن عندها قد رشح سوى 28 شخصًا لملء 690 منصبًا يتطلب موافقة مجلس الشيوخ. وبشكل أكثر تحديدًا، لم يكن هناك ترشيحات لما دون مستوى مجلس الوزراء لوزراتي الدفاع والخارجية، وكان طاقم مجلس الأمن القومي غير مكتمل، في حين لم يكن أي عضو في قيادة مجلس الأمن القومي يمتلك خبرة في مجال الأمن القومي.
في 28 فبراير من عام 2017، أعلن ترمب أنه لم يكن ينوي ملء العديد من المناصب الحكومية الكثيرة التي كانت ما تزال شاغرة، نظرًا إلى أنه كان يعتبرها غير ضرورية. وفقًا لمحطة سي إن إن يوم 25 فبراير، كان هناك نحو 2000 منصب حكومي شاغر.

## سرعة التعيينات والموافقات
في حين غرد الرئيس دونالد ترمب في 7 من شهر فبراير من عام 2017، معبرًا عن عدم رضاه أنه: «من المشين أن حكومتي لم تبدأ بأعمالها، هذا أكبر تأخير في تاريخ بلادنا»، اعتُبر هذا التأكيد خاطئًا من قبل إذاعة البي بي سي استنادًا إلى مراجعة مفصلة للإدارات الخمس السابقة. وجد التحليل مساحة أكبر لتذمر عام من بطء عمل الكونغرس وأن الإدارة «تمتلك في هذا الوقت أقل عدد من الاختيارات التي جرت الموافقة عليها لمجلس الوزراء»، إلا أن التحليل أشار أيضًا، بعيدًا عن عدم البت في ترشيح القاضي ميريك غارلاند الذي دام 10 أشهر للمحكمة العليا من قبل سلف الرئيس ترمب، فإن «خيار الرئيس أوباما لوزارة العمل، توماس بيريز، قد استغرقت الموافقة عليه 121 يومًا. وانتظر جون بريسون، مرشحه لوزارة المال، 126 يومًا. وتحمل المحامية العامة لوريتا لينتش الرقم القياسي المعاصر، فقد مر 161 يومًا قبل الحصول على موافقة مجلس الشيوخ».
في تحديث يعود إلى شهر مارس من عام 2017 ويتعلق بترشيح جاي كريستوفر جيانكارلو للجنة تداول السلع الآجلة، قدم البيت الأبيض وثيقة عمله إلى لجنة مجلس الشيوخ في مطلع شهر مايو. ذكرت صحيفة وول ستريت جورنال «الوثيقة شرط مسبق للجنة للمضي قدمًا في الترشح مع جلسة استماع وتصويت نهائي للجنة، الذي بات الآن متحملًا ألا يحدث حتى فصل الصيف أو الخريف. يقال إن اللجنة تنتظر ترشيح الإدارة لأفراد يملؤون شاغرين آخرين في اللجنة قبل عقد جلسة الاستماع، وفقًا لمساعدي مجلس الشيوخ وأشخاص مطلعين على العملية».
في شهر يوليو من عام 2017، قدرت صحيفة نيويورك تايمز سرعة التعيينات ونقلت أن ترمب كان قد أعلن 36٪ من «مناصب القيادة ما دون مستوى الأمانة العامة» بالمقارنة مع 78٪ التي كان أوباما قد أعلنها خلال المدة ذاتها. وكانت مدة القبول المتوسطة في عهد ترمب أبطأ ب 9 أيام بالمقارنة مع أوباما. ولم تكن 10 هيئات من أصل 15 هيئة تابعة لمجلس الوزراء تمتلك وزيرًا ثانيًا، ولم يرشح العديد من نواب الأمناء إلا بعد أن تجاوزت الإدارة يومها ال 100، وبعضهم لم يرشح بعد.
بحلول شهر أكتوبر من 2017، كان ترمب قد قدم 412 ترشيحًا. وخلال المدة ذاتها كان الرئيس جورج دبليو بوش قدم تقدم ب 640 ترشيحًا والرئيس أوباما قد تقدم ب 536 ترشيحًا خلال ولايتيهما الرئاسيتين المتعاقبتين.
في شهر مايو من عام 2018، ومع تقييم المقاربة الإجمالية لأفراد الإدارة، تحدث إيفان أوسنوس في صحيفة ذا نيويوركر أن «ما يزيد عن نصف المناصب الحساسة البالغ عددها 656 منصبًا ما يزال شاغرًا». واقتبس قول رئيس منظمة شراكة من أجل الخدمة العامة ماكس ستير «لم نر قط شواغر إلى هذا الحد. ولا حتى قريبة منه».

## جدالات التعيين
يرتبط عدد من التعيينات إلى حد ما بتاريخ معاد للمسلمين، إذ انضم منذ العام 2017 عدد من الأشخاص الذين يمتلكون صلات مع مركز سياسة الأمن إلى إدارة ترمب، من بينهم مستشارة الرئيس كيليان كونواي في عام 2017 ومسؤولي موظفي مركز سياسة الأمن فريد فليتز في عام 2018 ونائب مستشار الأمن القومي تشارلز كوبرمان في عام 2019. شغل كوبرمان منصبًا في مجلس مدراء مركز سياسة الامن بين عامي 2001 و2010.
كانت إدارة ترمب قد استخدمت تقارير أعدها مركز سياسة الأمن حين تقدمت باقتراح لحظر دخول المسلمين للولايات المتحدة الأمريكية.